# Su Huihua
Su Huihua – chińska zapaśniczka w stylu wolnym. Złota medalistka mistrzostw Azji w 2006; druga w 2001 i 2004. Trzecia w Pucharze Świata w 2003. Uniwersytecka wicemistrzyni świata w 2002 roku.